# フェルディナント・シュール

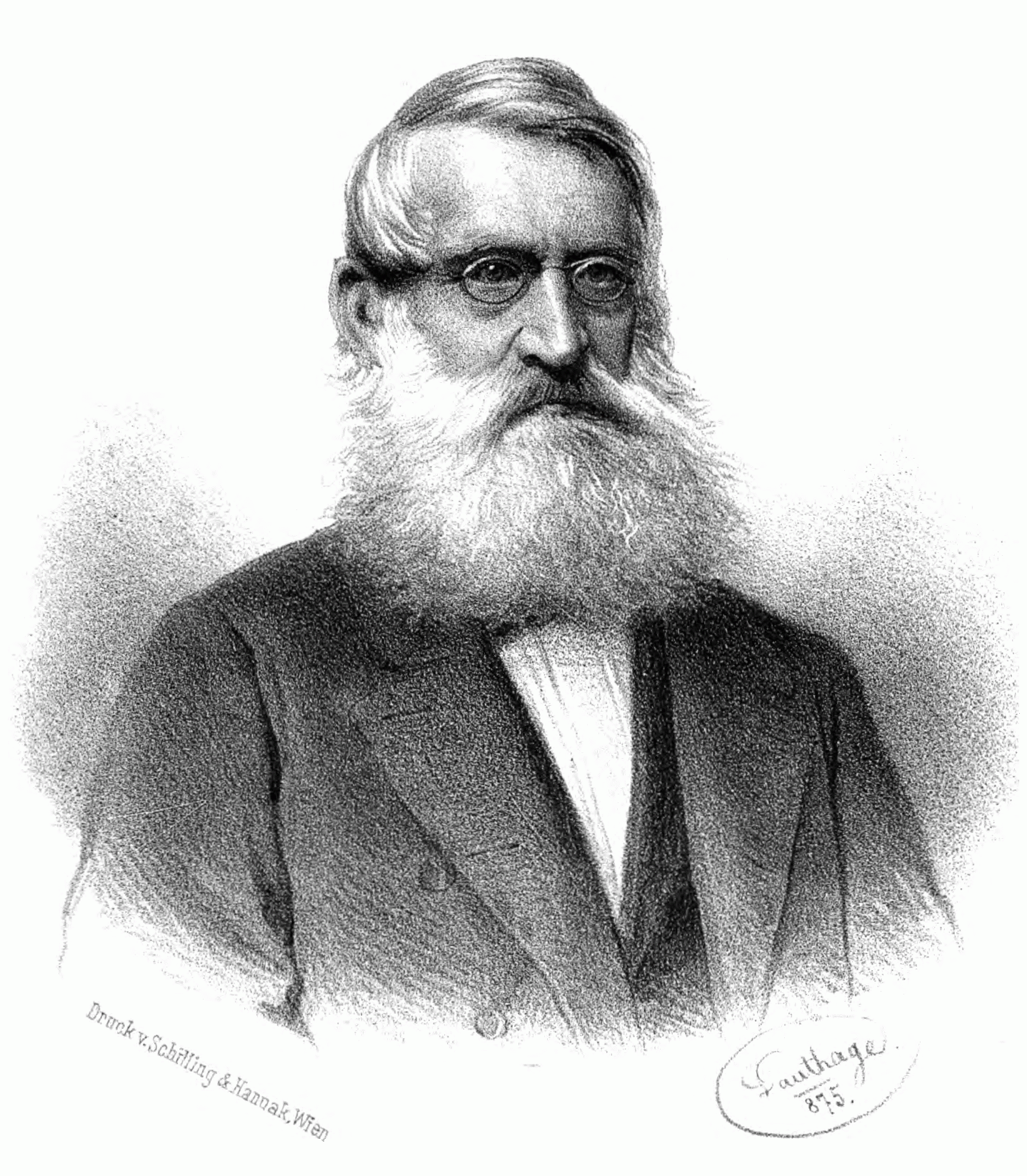
フェルディナント・シュール（1875年の肖像画）

ヨハン・フィリップ・フェルディナント・シュール（Johann Philipp Ferdinand Schur, 1799年2月18日 - 1878年5月27日）は、ドイツ生まれでオーストリアで働いた化学技術者、植物学者である。トランシルヴァニアの植物の研究を行った。

## 経歴
プロイセン王国ケーニヒスベルク（現ロシア領カリーニングラード）の服飾ボタンの製造者の息子に生まれた。地元の高校で学んだ後、経済的な理由で進学せず、ゲルダウエン (Gerdauen) の薬局の薬剤師の見習いとして働いた。薬局に薬草の栽培園をつくり600ほどの植物を育てた。1921年にケーニヒスベルクに戻り、働きながらケーニヒスベルク大学・ベルリン大学で植物学や化学を学んだのち、イェーナ大学で学位を得た。
ウィーンの化学会社に勤めたが、植物学の分野でもオーストリアの植物雑誌のために働いた。自らの会社を設立するがうまくいかず、ハンガリー王国のプレスブルク（現ブラチスラヴァ）やザンクト・ゲオルゲン（同スヴェティ・ユール）のいくつかの化学会社で働くことになった。1845年に現ルーマニア領のシビウの化学工場の所長となって8年間滞在した。
1853年、トランシルヴァニアの知事であったカール・ツー・シュヴァルツェンベルク (Carl zu Schwarzenberg) の好意で、公費でトランシルヴェニアの科学的調査、主に植物調査を行った。エドゥアルト・アルベルト・ビールツ（Eduard Albert Bielz, 1827 - 1898) とともに調査し、その報告書は1859年に発表された。この調査で5,000あまりの植物標本を得て、これらの研究を行った。1854年にウィーンに戻り、1872年からブルン・アム・ゲビルゲで暮らしたが、1876年に息子がビーリッツ（現ポーランド領ビェルスコ＝ビャワ）の司祭に任命されたのに伴って移り住み、そこで没した。

シュールの記載した植物
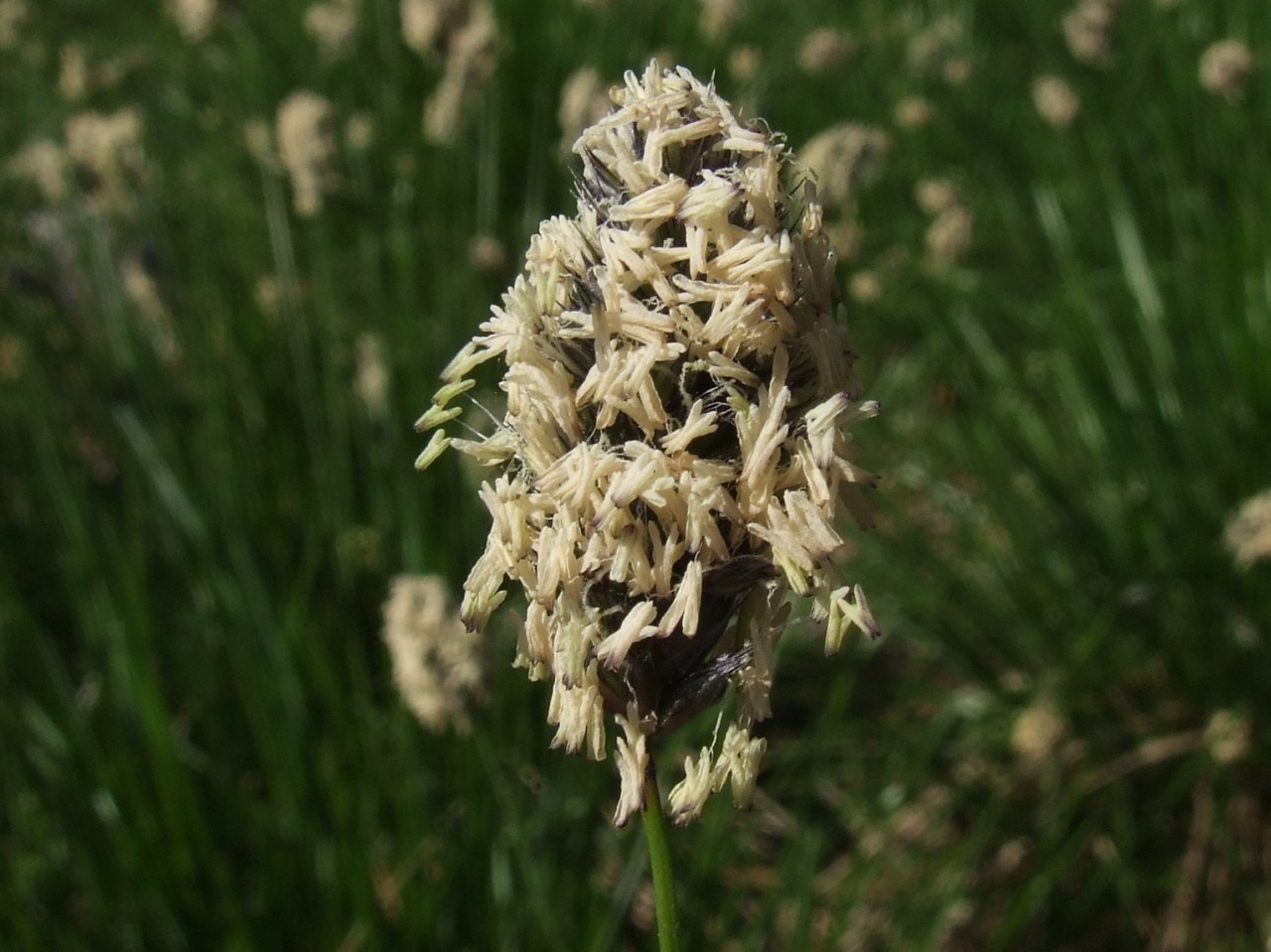
Sesleria heufleriana Schur
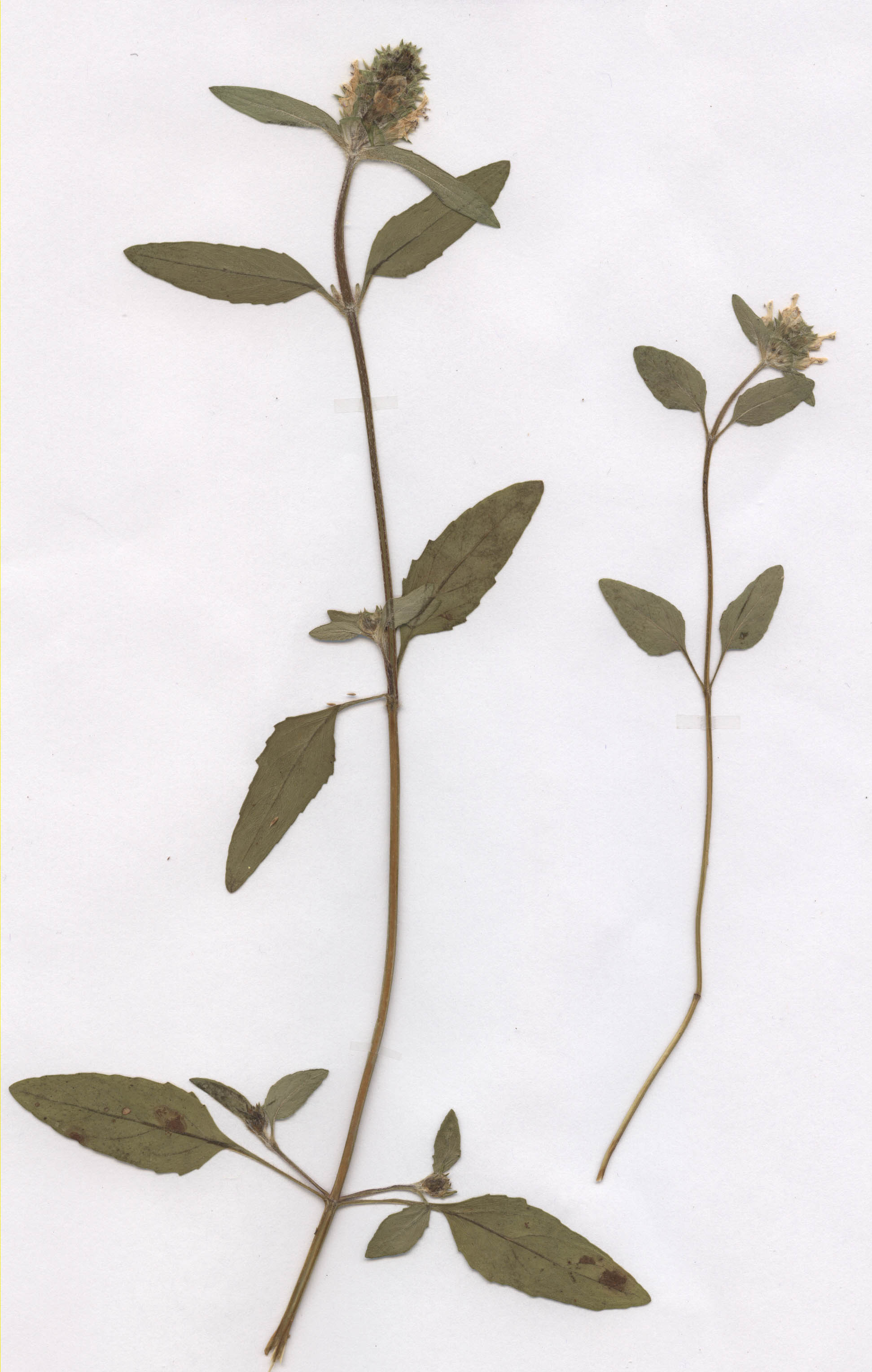
Prunella vulgaris f. leucantha Schur
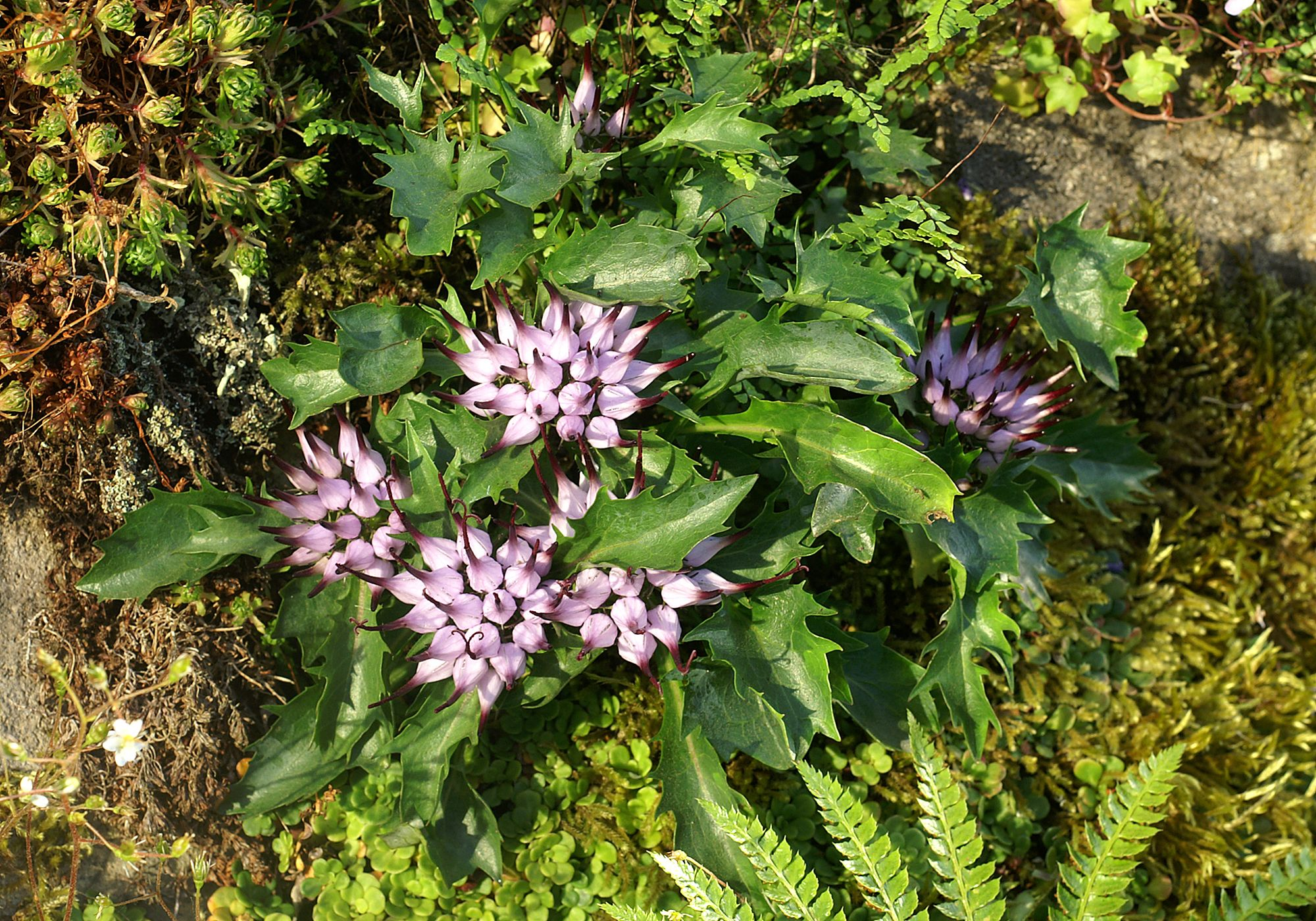
Physoplexis comosa (L.) Schur
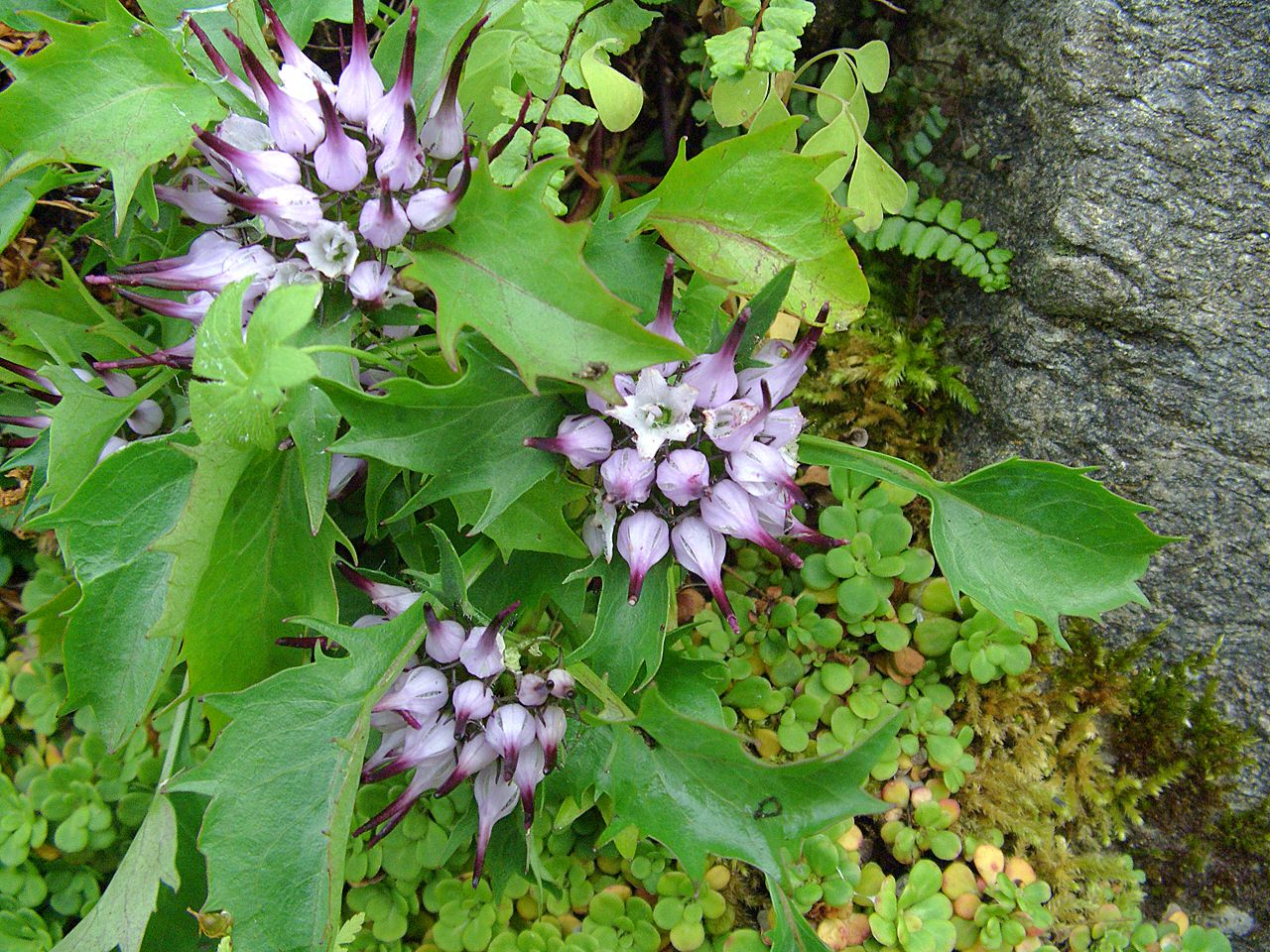
Physoplexis comosa (L.) Schur